# U.S. Route 8
La U.S. Route 8 è un'autostrada degli Stati Uniti d'America che corre in direzione ovest-est per 281 miglia soprattutto all'interno dello Stato del Wisconsin. Il capolinea orientale si trova sulla U.S. Route 2 a Norway nella penisola superiore del Michigan, vicino al confine con il Wisconsin. Mentre l'estremità occidentale è sulla Interstate 35 a Forest Lake nel Minnesota.

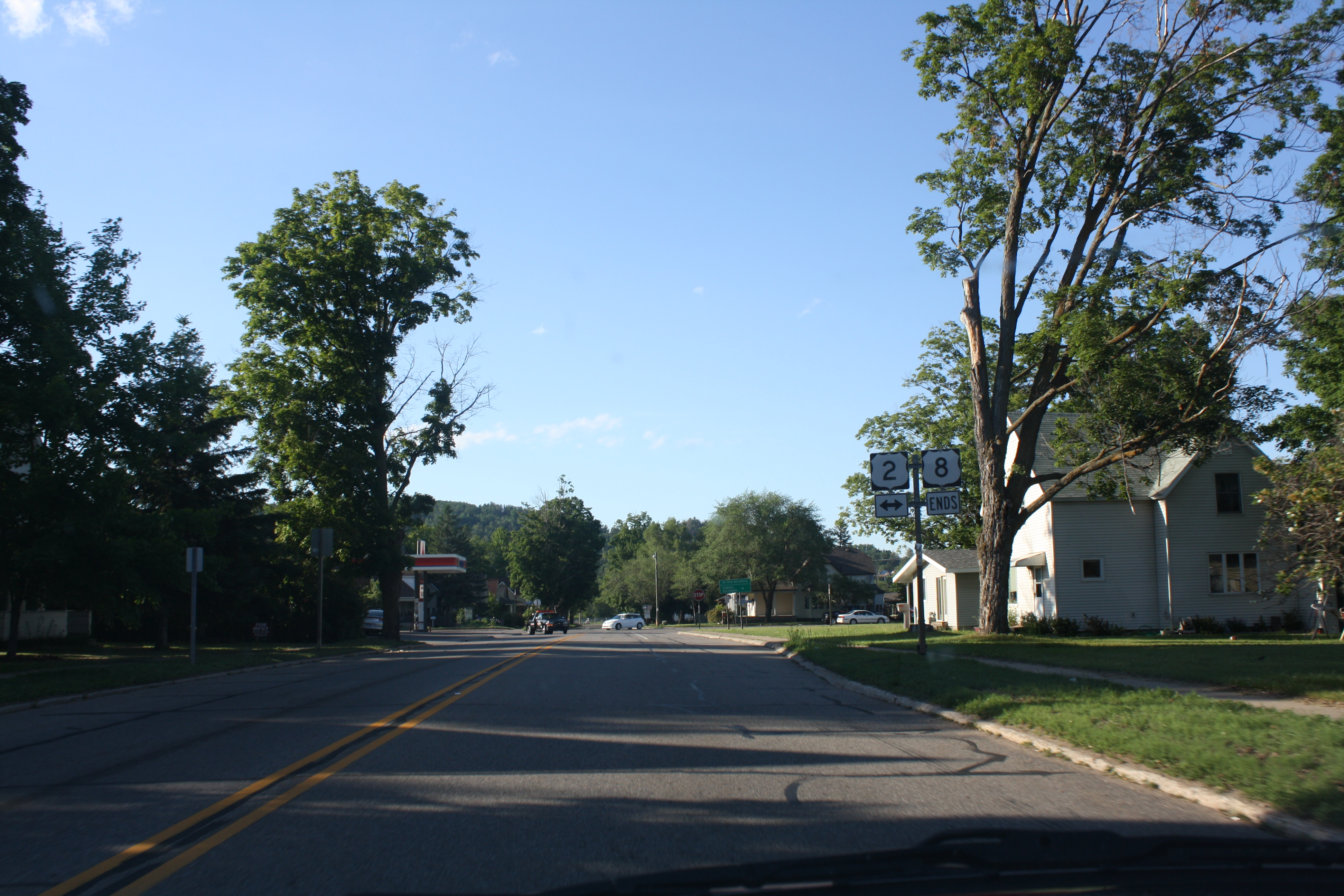
Estremità est della strada che termina sulla Route 2

Fatta eccezione per il breve tratto autostradale vicino a Forest Lake, Minnesota, e una sezione tra il bivio orientale della Interstate 35 e il ponte sul fiume St. Croix, tutta la strada è a carreggiata unica.